# Анна-Павловна

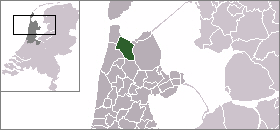
Географічне розташування муніципалітету Анна Павловна

Анна-Павловна (нід. Anna Paulowna) — місто в провінції Північна Голландія (Нідерланди). Село отримало це ім'я від польдеру Анна Павловна, котрий був осушений в 1846 році, під час правління короля Віллема ІІ, і названий на честь його дружини, королеви Анни Павлівни (доньки російського імператора Павла І).